# Uraria sinensis
Uraria sinensis är en ärtväxtart som först beskrevs av William Botting Hemsley, och fick sitt nu gällande namn av Adrien René Franchet. Uraria sinensis ingår i släktet Uraria och familjen ärtväxter. Inga underarter finns listade i Catalogue of Life.